# جیووانی واواسوری
جیووانی واواسوری (انگلیسی: Giovanni Vavassori؛ زادهٔ ۱۶ ژانویهٔ ۱۹۵۲) بازیکن فوتبال اهل ایتالیا است.
از باشگاه‌هایی که در آن بازی کرده‌است می‌توان به باشگاه فوتبال کالیاری، باشگاه فوتبال ناپولی، و باشگاه فوتبال آتالانتا اشاره کرد.
وی همچنین در تیم ملی فوتبال زیر ۲۱ سال ایتالیا بازی کرده‌است.